# Филип Чапман
Филип Кениън Чапман (на английски: Philip Kenyon Chapman) е бивш американски учен и астронавт на НАСА от австралийски произход.

## Биография
След завършване на гимназия, през 1956 г. получава бакалавърска степен по физика и математика в Университета в Сидни. През 1964 г. получава магистърска степен по аеронавтика и астронавтика в Масачузетския технологичен институт.
През 1953-1955 е служил в резервите на Кралскте австралийски ВВС. От 1956 г. до 1957 г. работи във Philips Electronics Industries Limited. Той е прекарал 15 месеца в Антарктида с Австралийската национална антарктическа изследователска експедиции (Anar).
През 1961-1967 г. работи като физик в Масачузетски технологичен институт.

## Кариера в НАСА
След получаването на американско гражданство, през 1967 г. е избран и се обучава за астронавт в състава на Шеста група астронавти на НАСА. По време на мисията на Аполо 14 е бил член на резервния екипаж. Напуска НАСА през юли 1972 г. поради отсъствието на перспективи за участие в космически полети.

## След НАСА
От 1972 до 1975 г. той е работил в изследователската лаборатория Avco Еverett. През 1989 г. Филип Чапман, финансира научна експедиция до Антарктида. Целта на тази експедиция бе да събере информация за природните ресурси на континента. От 1989 г. до 1994 г. е президент на софтуерната компания Echo Canyon със седалище в Бостън. През 2004 г., по време на 55-а Международен конгрес по астронавтика, представя два доклада 
Оттегля се през 2010 година